# Pseudancita
Pseudancita är ett släkte av skalbaggar. Pseudancita ingår i familjen långhorningar.
Kladogram enligt Catalogue of Life:
| Pseudancita | \| \| Pseudancita alboplagiata \| \| \| \| \| \| Pseudancita curvifascia \| \| \| \| |
|             | \| \| Pseudancita alboplagiata \| \| \| \| \| \| Pseudancita curvifascia \| \| \| \| |
|             | Pseudancita alboplagiata                                                             |
|             |                                                                                      |
|             | Pseudancita curvifascia                                                              |
|             |                                                                                      |